# تامی اتکین
تامی اتکین (انگلیسی: Tommy Atkin; ۱۹ اوت ۱۹۰۶ – ۱۹۸۶ (۷۹−۸۰ سال)) بازیکن فوتبال اهل بریتانیا بود.
از باشگاه‌هایی که در آن بازی کرده‌است می‌توان به باشگاه فوتبال دونکستر راورز، باشگاه فوتبال پیتربورو یونایتد، باشگاه فوتبال بولتون واندررز، و باشگاه فوتبال دارلینگتون اشاره کرد.